# Yamakatsu
Yamakatsu（やまかつ）は、山口県を拠点に活動した女性アイドルグループ。運営はファイブリッジミュージック合同会社。所属レーベルはFUJIYAMA PROJECT JAPAN。作詞、作曲、ダンス指導、グッズデザイン等の、ほぼ全てを山口県出身者で行なっている。「山口活性学園」（やまぐちかっせいがくえん、通称「山活」（やまかつ））から改名。2023年4月2日解散。

## 概要
2010年（平成22年）10月、山口の特産品や観光を発信するアイドルとして山口活性会が立ち上げる。総合プロデューサーとして玉乃井信彦（THE ROYAL CROWN）を招聘。同月、山口県内に住む13～20歳の女性を対象に97名のオーディションを開催し、5名が正規メンバーとして合格。地元の祭りやコラボイベントする傍ら、ひめキュンフルーツ缶との初対バンで大きな影響を受ける。これ以降、ひめキュンフルーツ缶は山活の目標となっていく。何度かのメンバーチェンジを行ったが、2012年（平成24年）3月森脇優依、同年9月にYuly、藤井澪奈、上田咲花（むぎ）が加入し、現在の体制になる。
全国ご当地アイドルNo1を決める2012年U.M.U AWARDに出場するも、北海道代表のフルーティーに敗れ2位に終わる。
発足当初はメンバーを増やす予定でステージに立つスタメン、研究生として位置づけとしてのサブメンがおり、アイドルのイメージ通りの楽曲が多かったが、2013年1月発売の2ndシングル「RUN!!」から現行の愚直、全力のスタンスへ変化していく。なお、サブメンは「30POSSE」として活動している。
2013年（平成25年）以降、地元のイベントが飛躍的に増加し福岡、広島など近隣県でのライブも増えアイドル横丁やアイドル甲子園など都内のイベントに出場する。
2014年（平成26年）初の全国ツアーWE ARE THE RUN3を名古屋、東京、大阪、山口で開催。同年、方向性の違いから山口活性会を離脱。玉乃井が代表を務める「ファイブリッジミュージック合同会社」へ移籍。同時期、地元のお祭りや東京でのイベントと並行してアイドルとの対バンを積極的に行う。
2015年（平成27年）7月、メジャーデビューと同時に「FUJIYAMA PROJECT JAPAN」へ移籍。「PARADOX」発売。同年よりTIFへ出場。2015年末から2016年2月にかけて2度目の全国ツアー「WE ARE THE RUN4」を名古屋、東京、大阪、山口で開催。
山口公演を最後に、山塚はるのが学業優先の為、1年間の休業を発表。
2016年（平成28年）5月、ONEをリリース。最高位のオリコンデイリー2位を獲得。同年8月、体調不良が続いていたメンバーの上田咲花（むぎ）が、以後はスタッフとして同行し、物販や撮影を担当する。9月に2度目の挑戦となるU.M.U AWARDに「忘れ物を取りに来た」と挑戦したが、福島のアイくるガールズに敗れ2位。この経験を基に8thシングルに収録されている「Revenger」が作成された。
コンスタントに音源をリリース、全国でのイベントを行いつつ山口でも積極的にイベントに参加していたが、2017年（平成29年）4月7日、初期メンバーの岡村百華、休業していた山塚はるのが中退し、同日に上田咲花（むぎ）が復帰し、現在の5人体制となる。むぎは復帰以降体調が安定しない状態にも関わらず、休業中支えてもらったメンバー、ファンのためにイベントに出続けている。前作から半年のスパンで新アルバム「NOTE4」発売と全国ツアー「RINKAI」（大阪、名古屋、福岡、東京、札幌、山口）開始を発表。夏のイベントではセンターの森脇が膝を負傷し出場が危ぶまれたが気力で出場し、ONEのサビをアカペラで披露。
2017年（平成29年）7月、常岡もいが地域コミュニティラジオで冠番組「あいどる先生」を開始。2017年中の期間限定であったが、運営HP上の協賛金と膨大なメール投稿により2018年（平成30年）4月から月2回放送に拡張されている。
2017年（平成29年）10月、森脇優依がソロリリースのため、1人でリリースイベントを開始。東京37日間、大阪7日間、広島、福岡で1日ずつ。合計46日間1人で完走。シングル「タイムマシンミュージック」はオリコンデイリー4位を獲得する。森脇が合流した同年12月に「We are the RUN 6」を周南ライジングホールで開催。次回のシングルリリースより「Yamakatsu」に改名すること、2018年（平成30年）11月24日に山口県のアーティストでは初の周南市文化会館でのライブを開催することを発表。1/27福岡、2/12山口、4/15大阪、4/21東京、5/13福岡、5/27 米子でYamakatsu CAMPを敢行。当初90分ノンストップライブだったが、最終的に150分ノンストップに延長されている。
2018年（平成30年）4月17日、Yamakatsu改名後初の「distopia」をリリース。最高位のオリコンデイリー6位を獲得。3月21日から4月22日までリリイベを実施。同年8月18日、運営がDJを行うSYNGEN NIGHTを古森結衣（元HKT48、10COLOR'S、GALETTe、転校少女歌撃団）をMCに迎えて開催。文化会館以降もグループを続ける事を明言した。11月20日、STAYGOLDをリリース。オリコンデイリー4位を獲得。11月24日、山口県のアーティストとしては初の周南市文化会館を開催。12月23日、7周年記念ライブ、古森結衣をMCにSYNGENNIGHT2開催。スペシャルゲストとして旧メンバー岡村百華が参加。
2019年（令和元年）新アルバムNOTE5の発売、それに伴う全国ツアーと千秋楽に周南市文化会館でのライブ開催を発表。同年3月1日、藤井澪奈が高校卒業。5月30日、モリワキユイがむすびズムのキミに夢CHU♡XXを配信シングルでリリース。ソロのイベントを活発化させる。7月20日、今まで発表した72曲を約5時間ノンストップライブを敢行。8月22日、MixChannelのイベントNEXT IDOL GRANDPRIX 2019にモリワキユイが参加。配信で山口県名物の瓦そばによる大食い対決がコメントで提案され、Yuly対4人のメンバーで対決。Yulyが17人前完食し勝利した。9月14日、『Climber』ツアーが大坂を皮切りに福岡、札幌、東京、新潟、広島、山口で開催。札幌ではファンイベントのヤマカツーリズム開催。10月14日、モリワキユイがNEXT IDOL GRANDPRIX 2019で優勝。優勝賞金1000万の他にMUSIC ON! TV出演、フジテレビ系音楽情報番組Tuneマンスリーエンディングテーマ出演。オールナイトニッポン0（ZERO）出演。EX大衆特集ページ掲載、MixChannel公式生配信番組出演。Twitter RT部門賞として「109ビジョン」出演、動画LIKE部門賞として「渋谷ビジョン」出演が贈られた。MixChannelのポイントは2位だったが、すけそうだらを始めファンの協力で最後まで追い上げた。12月21日、周年ライブSyngenNIGHTⅢ開催。ユニットライブと併せてLOCAL CONNECTのISATOをゲストに迎えた。Yulyが扮するYURIEとコラボ曲と提供曲のGOLD、スターライトを披露。12月22日、『Climber』ツアー最終日山口公演で2020年のスケジュール発表。新曲「ハイウェイ」のMV公開。山口、大阪、東京での定期公演。5枚目のアルバムNOTE5を2月4日発売。12月5日2回目の周南市文化会館での単独ライブ開催を発表。
2020年（令和2年）1月18日、『NOTE5』のリリイベを1月から2月にかけて山口、福岡、東京、大阪、広島で開催。3月14日、2019新型コロナウイルスの影響で山口で周年ライブを行うライジングホールのため、無観客ライブとオンラインサイン会を開催。4月1日、光洋金属防蝕のタイアップ曲。「chrome」をYouTubeで発表。6月20日、山口県岩国市のPASTORALHALLでオンライン配信ライブ　天空の舞台　オレンジノソラ～・ホシゾラノシタ～を開催。ライブ内容はyoutubeで配信。7月6日、常岡もいのゲーム配信youtubeチャンネル。もいげー開設。2020/09/03からモリワキユイと2人で配信を行っている。7月20日から8月14日まで愛の血液助け合い運動の一環でキャンペーン実施。キャンペーンソング「ompass」を献血来場者へダウンロード配布。エフエム山口でメンバーが日替わりで出演した。山口市内のやまぐち献血ルームFor youではYamakatsuコーナーが常設された。8月23日から11月22日までツアーGood Social distance tour -Chugoku Block- 『LIVE HOUSE is DEAD』を開催。グッズはペンライトやマスクと感染対策を考慮したライナップとなる。開催ライブハウス個別グッズも発売される。11月19日、スタースカウト総選挙2020でMC権を決めるMixchannellで優勝。12/20のイベントでサブMCを務めた。11月20日、藤井澪奈が体調不良により休業。12月22日、『2020年ご当地アイドル肩書きランキングBEST20』で第20位に選ばれる。
2021年（令和3年）1月9日、体調不良で休業していた藤井澪奈が復帰。4月17日、10周年チャレンジ第一段としてにzepp福岡でのライブ中にチャレンジ第二段としてKDDI維新ホールでのライブ決定。

## 特徴
- 活動当初はプロデューサーの玉乃井信彦作詞（クレジット名：Syngen）とMETROSCAPE作曲の体制だったが、玉乃井の友人である乃木坂46「13日の金曜日」や9nine「SHINING☆STAR」を手掛けた網本ナオノブが懸命に活動している同郷の後進に共感し作曲に加わっている[16]。ライブに関しては殆ど事前にセトリを決めず、プロデューサーが現場の空気感でセトリを変えている。メンバーは全ての楽曲を常に把握している[23]。
- 最大の特徴はMC無しのノンストップライブ。30分を超えるフェスでも休憩なしでライブを完結させる。キラーコンテンツ「CAMP」では30分ノンストップから始まり、2018年4月現在では140分やり切るモンスターイベントとなっている。

## 沿革
2011年
- 10月15日 - 山口県防府市の愛情防府フリーマーケット内にて行われた第1回ご当地アイドル公開オーディションにてメンバーが選抜される。
- 10月29日 - 周南市の徳山工業高等専門学校の高専祭において、山口活性学園の活動を開始。
- 11月8日 - 公式ホームページ を開設。

2012年
- 3月20日 - 第2回ご当地アイドル追加メンバー公開オーディションにて、正規メンバー5名、サブメンバー6名の体制となる。
- 5月30日 - デビューシングル「HELLO MY NAME IS」発売。
- 8月26日 - 同日のイベントを持って中谷淑乃が卒業。
- 9月26日 - 「WALLOP かっせいしちゃる」最終回にて上田咲花、藤井澪奈、Yulyが正規メンバー入りし7人体制となることが発表[24]。

2013年
- 3月31日 - 定期公演場所がくだまつ健康パークに完成。
- 8月7日 - ファーストアルバム「NOTE」発売。

2014年
- 5月12日 - 第23回世界スカウトジャンボリーオフィシャルサポーターに就任。
- 9月25日 - 山口県知事より県内在住者で初の山口ふるさと大使に任命。
- 12月3日 - 第47回山口県衆議院議員総選挙啓発キャラバン隊に任命。
- 12月 - 結成3周年に初の全国単独ライブツアー「WE ARE THE RUN 3」を開催。

2015年
- 2月28日 - 定期公演場所がルルサス防府へ移転。
- 4月3日 - 山口県議会議員選挙啓発キャラクターに任命。
- 5月8日 - アソビシステムのレーベル「FUJIYAMA PROJECT JAPAN」への移籍発表[25]。
- 12月 - 結成4周年全国単独ライブツアー「STRAIGHTER」を開催。

2016年
- 3月28日 - 学業専念のため、山塚はるのが一時休業に入る[26]。
- 6月3日 - 常岡もいが防府市観光ポスターのモデルに起用。
- 6月24日 - 第24回参議院議員通常選挙のPRキャラクターに任命。
- 8月11日 - 明屋書店MEGA大内店のイベントにて上田咲花がバセドウ病によりライブは一時不参加を発表。
- 11月27日 - 全国ご当地アイドルNo.1決定戦 U.M.U AWARD 2016にて準優勝。
- 12月 - 結成5周年全国単独ライブツアー「REVENGER」を開催。

2017年
- 4月7日 - 同日のイベントを持って山塚はるの・岡村百華が中退（目標とする課程を修了することなく脱退という意）。
- 4月7日 - 同日のイベントより上田咲花がライブへ復帰。
- 4月8日 - YAB山口朝日放送の情報番組Go!Go!サタデーPLUSにてレギュラーリポーターに起用。
- 6月24日 - 全曲新曲初披露の挑戦ライブ「RINKAI」を大阪MUSEにて開催すると同時に全曲新曲未公開アルバム「NOTE4会場限定版」を発売。
- 7月12日 - 防府市コミュニティFM放送局 FMわっしょいにて『常岡もいの「あいどる先生」』が放送開始。
- 9月 - 周年ツアー以外としては初の全国単独ライブツアー「RINKAI」を開催。
- 11月14日 - モリワキユイが初のソロミニアルバム「タイムマシンミュージック」を発売。
- 12月23日 - 結成6周年記念公演「SURVIVOR」初日の重大発表として2018年11月24日に県内在住アーティストとしては前人未到となる周南市文化会館大ホールでの単独ライブ開催を発表。
- 12月24日 - 結成6周年記念公演「SURVIVOR」2日目の重大発表としてグループ名を「山口活性学園」から「Yamakatsu」へと改名することを発表。

2018年
- 4月29日 - 春の幸せますフェスタに参加。メンバーとHPで募集したファンとで女みこしでギネス世界記録に認定される。[27]
- 5月5日 - バンドとの箱ライブRISING HALL CAMP 2018に参加。後に楽曲交換を行うLOCAL CONNECTと出会う事になる。
- 6月3日 - 西日本の地方アイドル活性化の為、「CHOSHU CALLING」を開催。第一回はひめキュンフルーツ缶／CRUiSE／POEM／feelNEO／jubilee jubileeを招聘した。
- 8月17日 - LOCAL CONNECTのGOLDをYamakatsuが。distopiaをLOCAL CONNECTが楽曲交換するイベントYamakatsu presentsSHAKUNETSU vol.05開催。以降、GOLDはセトリに入る事となる。
- 9月 - 好きな楽曲を3曲選ぶヤマカツカウントダウン。印象に残ったライブ1つ選ぶ、ヤマカツベストバウト開催。
- 11月24日 - 活動以来の夢であった周南市文化会館大ホールでのワンマン開催。ライブ中に姉妹グループの発足を発表。
- 11月24日 - 周南市文化会館でライブ。集客は推定1200人
- 12月20日 - 9thシングル「STAY GOLD-SKY盤」リリース。
- 12月23日 - 7周年記念ライブとなるSYNGEN NIGHTを徳山市のライジングホールで開催。2019年に新アルバム「NOTE5」と全国ツアーと周南市文化会館での2回目のライブ開催を発表。

2019年
- 1月3日 - むぎが下松市笠戸島の広告に起用。読売新聞の広告に掲載された。[28]
- 5月30日 - モリワキユイの配信シングル。キミに夢CHU♡XX発売
- 10月14日 - モリワキユイがMixChannelのイベントNEXT IDOL GRANDPRIX 2019に優勝し、初代王者となる。
- 10月25日 - ファングラブコンテンツYamakatsu ClimbersがFaniconでスタート。[29]
- 12月21日 - 8周年記念ライブ SYNGEN NIGHTⅢを徳山市のライジングホールで開催。

2020年
- 2月4日 - 5枚目のアルバム『NOTE5』発売。オリコンデイリー5位。[30]ORICONデイリーランキング(2020年2月3日付)
- 9月20日-2000年11月22日　感染対策を取ったツアーLIVE HOUSE is DEAD 岡山、米子、広島、山口追加公演の福岡を開催。
- 12月16日 - スタースカウト総選挙でモリワキユイがサブMCを務める。
- 12月30日 - 体調不良で休業していた藤井澪奈が2021年1月のイベントより復帰のアナウンス。

2021年
- 4月17日 - 緊急事態宣言により延期になっていたzepp福岡のライブ開催[22]。
- 10月8日 - 休業中の、藤井澪奈が2021年10月08日、むぎが12月31日でグループ脱退のアナウンス[31]。
- 11月27日 - Yamakatsu10周年記念公演『HIMAWRI』をKDDI維新ホールで開催。
- 12月31日 - 卒業公演「HARUKA」を持ってむぎが脱退[32]。

2022年
- 12月29日 - 2023年4月2日のツアー最終日をもって解散することを発表。[33]

## メンバー
山口活性学園は「アイドル部」と「アーティスト部」が活動を行っていたが、後に「アイドル部」へ一本化された。
- Yuly（ユリー、5月30日山口県山口市出身）

No.01、赤色
あだ名は「ユリー」
特技は歌、ダンス、マラソン
好きな食べ物はラーメン（とんこつ派）
アーティスト部から異動、現リーダー
キャッチコピーは【見た目も中身もにっぱにぱ！いつもノリノリYulyです】
- 常岡 もい（つねおか もい、11月12日山口県防府市出身）

No.02、緑色
あだ名は「もっぴー」
特技はピアノ
バラエティ、イケメン担当
キャッチコピーは【いつもニコニコ テンションアゲアゲ あなたの♡に響かせたい!! 魅惑のハスキーボイス♡】
- 森脇 優依（もりわき ゆい、4月24日山口県山口市出身）

No.03、ピンク色
あだ名は「ゆいりん」
特技はエレクトーン、マリオカート
第2回ご当地アイドル追加メンバー公開オーディションにて選抜
モリワキユイ としてソロ活動も行う
憧れの人物はきゃりーぱみゅぱみゅ
キャッチコピーは【目指せ!!いやし系アイドル いつも全力頑張るんるん みんな大好き♡】

## モリワキユイ
熱量がウリの山口活性学園のセンター「森脇優依」がチームとは対称的で本来の自身の持つ”かわゆい”世界観を追求したアイドル「モリワキユイ」 として
アルバム「タイムマシンミュージック」ソロでデビュー。コンセプトはアイドルの原点「かわいい」に特化したスタイル。楽曲から衣装、ミュージックビデオなど全てを
自身がディレクション。新たなPOPアイコンを狙います。
シングル
|     | リリース      | タイトル       | 収録曲            | 備考 |
| --- | ------------- | -------------- | ----------------- | ---- |
| 1st | 2019年5月30日 | キミに夢CHU♡XX | 1. キミに夢CHU♡XX |      |

アルバム
|     | リリース       | タイトル                 | 収録曲                   | 備考 |
| --- | -------------- | ------------------------ | ------------------------ | ---- |
| 1st | 2017年11月14日 | タイムマシンミュージック | えすいー                 |      |
| 1st | 2017年11月14日 | タイムマシンミュージック | タイムマシンミュージック |      |
| 1st | 2017年11月14日 | タイムマシンミュージック | ジェットゴーランド       |      |
| 1st | 2017年11月14日 | タイムマシンミュージック | もっともっともっと       |      |
| 1st | 2017年11月14日 | タイムマシンミュージック | 5%                       |      |
| 1st | 2017年11月14日 | タイムマシンミュージック | パラレルワールド         |      |
| 1st | 2017年11月14日 | タイムマシンミュージック | スターライト             |      |
| 1st | 2017年11月14日 | タイムマシンミュージック | ナイトライド             |      |
| 1st | 2017年11月14日 | タイムマシンミュージック | カールハインツ・ワルツ   |      |

## 妹グループ

### HAUHAI.
Yamaktsuの妹分ユニットとして2019年8月結成。2021年4月解散。
HOUSE×ROCKをベースに新しいアイドルのカタチを模索する山口県在住4人組アイドルグループだった。全メンバーが芸名を使用していて本名を公開しないことが共通点。
解散時メンバー
- Saya（さや、（平成16年）2004年6月20日（20歳））

ファッションや美容関係に興味があり、小さなころからの夢をブレずに追い続ける
- Moe（もえ、（平成15年）2003年2月28日（22歳））

将来はアナウンサーやリポーターの仕事がしたい礼儀正しき天然少女
- Umi（うみ、（平成19年）2007年5月7日（18歳））

Yamakatsuが大好きなシャイガール。後に、ロロキルッ！の柘榴ゆあん

## 作品
- 発売:IMS RECORDS / 販売:SPACE SHOWER MUSIC（ - 2015）
- 発売/販売 - FUJIYAMA PROJECT JAPAN（2015 - ）

### アイドル部
シングル
|              | リリース       | タイトル         | 収録曲                                                                        | 備考 |  |
| ------------ | -------------- | ---------------- | ----------------------------------------------------------------------------- | --- |  |
| 1st          | 2012年5月30日  | HELLO MY NAME IS | 1. はろーまいねーむいず 2. 夢で逢えたら 3. プリン                             | はろーまいねーむいず：無料オンラインRPG「Cocoloa」テーマソング |  |
| 2nd          | 2013年1月30日  | RUN!!            | 1. 星屑のラブレター 2. RUN!! 3. Brandnewday 4. プロペラ                       | オリコン週間インディーズチャート17位 |  |
| 3rd          | 2013年6月26日  | STEP×STEP        | 1. STEP×STEP 2. ファイヤーワイヤー 3. 長州SEVEN                               | オリコン週間インディーズチャート13位 STEP×STEP：yab開局20周年キャンペーンソング 長州SEVEN：Honda Cars山口 CMソング                                                   |  |
| 4th          | 2014年2月19日  | IDREAM           | 1. IDREAM 2. color 3. unchain                                                 | オリコン週間インディーズチャート9位 |  |
| 5th          | 2014年8月20日  | イグニッション   | 1. イグニッション 2. カーニバル 3. Place 4. Closer                            | オリコンデイリーシングルランキング11位 テレビ大阪 ジャパンカウントダウンシングルチャート7位(8/31 OA) カーニバル：Honda Cars山口 CMソング                             |  |
| 6th          | 2015年7月28日  | PARADOX          | 1. PARADOX 2. Sailing 3. Choshu SEVEN 4. SOUL SCREAM                          | オリコンデイリーシングルランキング3位 オリコン週間シングルランキング22位 SOUL SCREAM：yab全国高校野球選手権山口大会2015テーマソング                                  |  |
| 7th          | 2016年5月31日  | ONE              | 【白盤】 1. ONE 2. CANDY 3. ソラノシタ 【黒盤】 1. ONE 2. 対番兵器 3. 欠片    | オリコンデイリーシングルランキング2位 オリコン週間シングルランキング12位 ソラノシタ：yab全国高校野球選手権山口大会2016テーマソング                                   |  |
| 配信         | 2016年9月21日  | シャクネツ       | 1. シャクネツ                                                                 | yabふれあいフェスタ2016テーマソング |  |
| 8th          | 2018年4月17日  | distopia         | 【REVENGER盤】 1. distopia 2. REVENGER 【SURVIVOR盤】 1. distopia 2. SURVIVOR | オリコンデイリーシングルランキング6位 distopia：関西テレビ 音エモンエンディングテーマ TBS系列有田ジェネレーション5月EDテーマ SURVIVOR：株式会社 光洋金属防蝕CMソング |  |
| 9th          | 2018年11月20日 | STAY GOLD-gold盤 | 1. STAY GOLD 2. gold                                                          | オリコンデイリーシングルランキング4位 |  |
| 9th          | 2018年12月20日 | STAY GOLD-SKY盤  | 1. STAY GOLD 2. スターライト 3. スカイステージ                                | |  |
| 配信         | 2019年04月06日 | Phenix           | 1. Phenix                                                                     | 波田陽区のひるくる！サタデーエンディングテーマ |  |
| 配信         | 2021年12月25日 | Never mind       | 1. Never mind                                                                 | |  |
| 配信         | 2021年12月26日 | Script           | 1. Script                                                                     | |  |
| ダウンロード | 2020年07月20日 | compass          | 1. compass                                                                    | 夏の献血キャンペーンwith Yamakatsuソング |  |

アルバム
|     | リリース     | タイトル | 収録曲               | 備考                                          |
| --- | ------------ | -------- | -------------------- | --------------------------------------------- |
| 1st | 2013年8月7日 | NOTE     | Overture             |                                               |
| 1st | 2013年8月7日 | NOTE     | 星屑のラブレター     |                                               |
| 1st | 2013年8月7日 | NOTE     | You are the one!     |                                               |
| 1st | 2013年8月7日 | NOTE     | RUN!!                |                                               |
| 1st | 2013年8月7日 | NOTE     | ファイヤーワイヤー   |                                               |
| 1st | 2013年8月7日 | NOTE     | STEP×STEP            | yab山口朝日放送Jチャンやまぐち 挿入歌         |
| 1st | 2013年8月7日 | NOTE     | 夢で逢えたら         |                                               |
| 1st | 2013年8月7日 | NOTE     | ハピバ               | 藤井澪奈 ソロ曲                               |
| 1st | 2013年8月7日 | NOTE     | 寝ても覚めても       | 森脇ゆい ソロ曲                               |
| 1st | 2013年8月7日 | NOTE     | No pain No gain      | 森脇ゆい・常岡もい・Yuly・岡村百華 ユニット曲 |
| 1st | 2013年8月7日 | NOTE     | プリン               |                                               |
| 1st | 2013年8月7日 | NOTE     | 長州SEVEN            |                                               |
| 1st | 2013年8月7日 | NOTE     | プロペラ             |                                               |
| 1st | 2013年8月7日 | NOTE     | Brandnewday          |                                               |
| 1st | 2013年8月7日 | NOTE     | ウタカタノウタ       |                                               |
| 1st | 2013年8月7日 | NOTE     | はろーまいねーむいず |                                               |

|     | リリース      | タイトル | 収録曲             | 備考                                                      |
| --- | ------------- | -------- | ------------------ | --------------------------------------------------------- |
| 2nd | 2015年4月22日 | NOTE2    | Overdrive          |                                                           |
| 2nd | 2015年4月22日 | NOTE2    | イグニッション     |                                                           |
| 2nd | 2015年4月22日 | NOTE2    | カーニバル         |                                                           |
| 2nd | 2015年4月22日 | NOTE2    | EAZY               |                                                           |
| 2nd | 2015年4月22日 | NOTE2    | ジェットゴーランド | 森脇ゆい ソロ曲                                           |
| 2nd | 2015年4月22日 | NOTE2    | unchain            | ユリー・常岡もい・森脇ゆい・岡村百華 ユニット曲           |
| 2nd | 2015年4月22日 | NOTE2    | サンクチュアリ     | 森脇ゆい・山塚はるの ユニット曲                           |
| 2nd | 2015年4月22日 | NOTE2    | ボクノミライ       | ユリー・常岡もい・上田咲花・岡村百華・藤井れな ユニット曲 |
| 2nd | 2015年4月22日 | NOTE2    | HERO               | 上田咲花・山塚はるの・藤井れな ユニット曲                 |
| 2nd | 2015年4月22日 | NOTE2    | Place              |                                                           |
| 2nd | 2015年4月22日 | NOTE2    | Butterfly Effect   |                                                           |
| 2nd | 2015年4月22日 | NOTE2    | IDREAM             |                                                           |
| 2nd | 2015年4月22日 | NOTE2    | color              |                                                           |
| 2nd | 2015年4月22日 | NOTE2    | Closer             |                                                           |
| 2nd | 2015年4月22日 | NOTE2    | ノート             |                                                           |

|     | リリース      | タイトル | 収録曲           | 備考                                            |
| --- | ------------- | -------- | ---------------- | ----------------------------------------------- |
| 3rd | 2017年1月31日 | NOTE3    | Yamakatsu FIRE   |                                                 |
| 3rd | 2017年1月31日 | NOTE3    | CANDY            |                                                 |
| 3rd | 2017年1月31日 | NOTE3    | Sailing          |                                                 |
| 3rd | 2017年1月31日 | NOTE3    | ISHINE           |                                                 |
| 3rd | 2017年1月31日 | NOTE3    | 対番兵器         |                                                 |
| 3rd | 2017年1月31日 | NOTE3    | シャクネツ       | yabふれあいフェスタ2016テーマソング             |
| 3rd | 2017年1月31日 | NOTE3    | SOUL SCREAM      |                                                 |
| 3rd | 2017年1月31日 | NOTE3    | 欠片             |                                                 |
| 3rd | 2017年1月31日 | NOTE3    | PARADOX          |                                                 |
| 3rd | 2017年1月31日 | NOTE3    | ファイヤーガール | ユリー・常岡もい・森脇ゆい・岡村百華 ユニット曲 |
| 3rd | 2017年1月31日 | NOTE3    | It's OK          | YAB情報番組Go!Go!サタデーPLUS 挿入歌            |
| 3rd | 2017年1月31日 | NOTE3    | ONE              |                                                 |
| 3rd | 2017年1月31日 | NOTE3    | ソラノシタ       |                                                 |
| 3rd | 2017年1月31日 | NOTE3    | mama             |                                                 |

|     | リリース      | タイトル         | 収録曲               | 備考 |
| --- | ------------- | ---------------- | -------------------- | ---- |
| 4th | 2017年6月24日 | NOTE4 会場限定版 | RINKAI(SE)           |      |
| 4th | 2017年6月24日 | NOTE4 会場限定版 | ノンフィクション     |      |
| 4th | 2017年6月24日 | NOTE4 会場限定版 | ハピネス             |      |
| 4th | 2017年6月24日 | NOTE4 会場限定版 | SUPER STAR           |      |
| 4th | 2017年6月24日 | NOTE4 会場限定版 | シューティングスター |      |
| 4th | 2017年6月24日 | NOTE4 会場限定版 | faith                |      |
| 4th | 2017年6月24日 | NOTE4 会場限定版 | ロコドリズム         |      |
| 4th | 2017年6月24日 | NOTE4 会場限定版 | Pinky                |      |
| 4th | 2017年6月24日 | NOTE4 会場限定版 | アオゾラ             |      |
| 4th | 2017年6月24日 | NOTE4 会場限定版 | connect              |      |
| 4th | 2017年6月24日 | NOTE4 会場限定版 | 花                   |      |
| 4th | 2017年6月24日 | NOTE4 会場限定版 | Nobody knows         |      |
| 4th | 2017年6月24日 | NOTE4 会場限定版 | another sky          |      |

|     | リリース      | タイトル | 収録曲                 | 備考                                 |
| --- | ------------- | -------- | ---------------------- | ------------------------------------ |
| 4th | 2017年7月25日 | NOTE4    | RINKAI(SE)             |                                      |
| 4th | 2017年7月25日 | NOTE4    | ノンフィクション       |                                      |
| 4th | 2017年7月25日 | NOTE4    | ハピネス               | YAB情報番組Go!Go!サタデーPLUS 挿入歌 |
| 4th | 2017年7月25日 | NOTE4    | SUPER STAR             | yabふれあいフェスタ2017テーマソング  |
| 4th | 2017年7月25日 | NOTE4    | シューティングスター   |                                      |
| 4th | 2017年7月25日 | NOTE4    | Active Act Action      |                                      |
| 4th | 2017年7月25日 | NOTE4    | ロコドリズム           |                                      |
| 4th | 2017年7月25日 | NOTE4    | Pinky                  |                                      |
| 4th | 2017年7月25日 | NOTE4    | アオゾラ               |                                      |
| 4th | 2017年7月25日 | NOTE4    | connect                |                                      |
| 4th | 2017年7月25日 | NOTE4    | 花                     |                                      |
| 4th | 2017年7月25日 | NOTE4    | Nobody knows           |                                      |
| 4th | 2017年7月25日 | NOTE4    | another sky            | タスクアライブCMソング               |
| 4th | 2017年7月25日 | NOTE4    | Butterfly Effect -RAP- | 隠しトラック                         |

※4th オリコンデイリーアルバムランキング7位 ／ オリコンウィークリーアルバムランキング33位
|     | リリース     | タイトル | 収録曲          | 備考                                                                         |
| --- | ------------ | -------- | --------------- | ---------------------------------------------------------------------------- |
| 5th | 2020年2月4日 | NOTE5    | distopia        | 関西テレビ 音エモンエンディングテーマ TBS系列有田ジェネレーション5月EDテーマ |
| 5th | 2020年2月4日 | NOTE5    | SURVIVOR        | 株式会社 光洋金属防蝕CMソング                                                |
| 5th | 2020年2月4日 | NOTE5    | Gold            | LOCAL CONNECT提供曲。                                                        |
| 5th | 2020年2月4日 | NOTE5    | CONCRETE JUNGLE |                                                                              |
| 5th | 2020年2月4日 | NOTE5    | STAY GOLD       |                                                                              |
| 5th | 2020年2月4日 | NOTE5    | Phenix          | LOCAL CONNECTDaiki提供曲。 波田陽区のひるくる！サタデーエンディングテーマ    |
| 5th | 2020年2月4日 | NOTE5    | REVENGER        |                                                                              |
| 5th | 2020年2月4日 | NOTE5    | アンブレラ      |                                                                              |
| 5th | 2020年2月4日 | NOTE5    | ハイウェイ      |                                                                              |
| 5th | 2020年2月4日 | NOTE5    | スターライト    | LOCAL CONNECT提供曲。                                                        |
| 5th | 2020年2月4日 | NOTE5    | by my side      | ドラマストア鳥山昂提供曲。                                                   |
| 5th | 2020年2月4日 | NOTE5    | スカイステージ  |                                                                              |
| 5th | 2020年2月4日 | NOTE5    | サンクス        |                                                                              |

※5th オリコンデイリーアルバムランキング5位 ／ オリコンウィークリーアルバムランキング25位

### ミュージックビデオ
YouTubeでMV(Official Audio、Remote LIVE)が公開されている。
- 「はろーまいねーむいず」（2012年12月30日）
- 「STEP✕STEP」（2013年06月22日）
- 「IDREAM」（2014年1月17日）
- 「イグニッション」（2014年8月12日）
- 「Butterfly Effect 〜一つのメルヘン〜」（2014年11月26日）
- 「PARADOX」（2015年7月21日）
- 「ONE」（2016年5月23日）
- 「mama」（2017年1月3日）
- 「ハピネス」（2017年6月30日）
- 「SURVIVOR」（2018年4月5日）
- 「distopia」（2018年4月5日）
- 「GOLD」（2018年8月19日）
- 「STAY GOLD」（2018年11月1日）
- 「Phenix」（2019年3月30日）
- 「ハイウェイ」（2019年12月23日）
- 「Chrome」（2020年4月1日）
- 「線香花火」（2021年8月12日）

山口県内で撮影したライブ動画
- 「ソラノシタ」（2021年05月05日　キワ・ラ・ビーチ（岐波海水浴場））
- 「Pinky」（2021年5月9日、はい！からっと横丁）
- 「スターライト」（2021年5月12日、はい！からっと横丁）
- 「RUN!!]（2021年2月15日、晴海親水公園）
- 「花」（2021年5月21日、キワ・ラ・ビーチ（岐波海水浴場））
- 「Dandelion」（2021年5月26日、千畳敷）
- 「by my side」（2021年5月30日、秋吉台国際芸術村）
- 「EAZY」（2021年6月5日、秋吉台国際芸術村）
- 「Closer」（2021年6月10日、秋吉台国際芸術村／ホール）

### メディア
- GO!GO!サタデー（YAB山口朝日放送）
- Go!Go!サタデーPLUS（YAB山口朝日放送）
- 土曜の目覚めはどき生てれび（YAB山口朝日放送）
- Jチャンやまぐち（YAB山口朝日放送）
- アナカフェ（YAB山口朝日放送）
- ぷちyab（YAB山口朝日放送）
- yab選挙ステーション（YAB山口朝日放送）
- 常岡もいの「あいどる先生」（FMわっしょいぷらざFM）
- 山口活性学園 校内放送（USTREAM）
- ウィークリー山口通信（FM KITAQ）
- 大人の音楽畑（FM KITAQ）
- コミカレアワー（FM KITAQ）
- WALLOP開局LIVEイベント
- スーパー編集局（TYSテレビ山口）
- サタデーマガジン（TYSテレビ山口）
- NHK「恋する地元キャンペーン」にて山口県代表（2014年4月）
- NHK「全国『あまちゃん』マップ」にて山口県代表（2013年8月）
- ラッキー・トリッパー Idol オン・ザ・ラン第34回 - 第36回 (KTV関西テレビ放送)（2013年12月04日から山口活性学園特集 水曜日計3回放送）
- 朝日新聞デジタル連載記事「山口だってアイドル」（2014年1月26日 - 2014年4月13日）
- サキドルエーストーナメント（週刊ヤングジャンプ）
- Morninng Street（FM山口）
- お昼はZENKAIラヂオな時間（KRYラジオ）
- 5COLORS（広島FM）
- モーニングバード（テレビ朝日）
- 情報維新やまぐち（NHK山口）
- ニュースライブ（KRY山口放送）
- charge!（FM滋賀）
- 音エモン（関西テレビ）
- 全力×美少女スタイル2017（関西テレビ）
- 千原せいじのバズドル（テレビ愛知）
- Kawaiian TV LIVE（スカパー!）
- こちょこちょ横町（Kawaiian TV スカパー!）
- 防府市おもてなし観光課ポスター
- Optimanotesコラム記事[40]

### CM
- ファーストホーム
- HondaCars山口
- HARADA
- WORK FITTER
- トップゴールド
- 山口県議会議員選挙[41]
- Panasonic
- ふるさと山口就職ガイダンス
- ジモチラ 株式会社アピールコム
- タスクアライブ
- 株式会社 光洋金属防蝕
- 株式会社三友